# Rietheim AG
| AG ist das Kürzel für den Kanton Aargau in der Schweiz. Es wird verwendet, um Verwechslungen mit anderen Einträgen des Namens Rietheim zu vermeiden. |

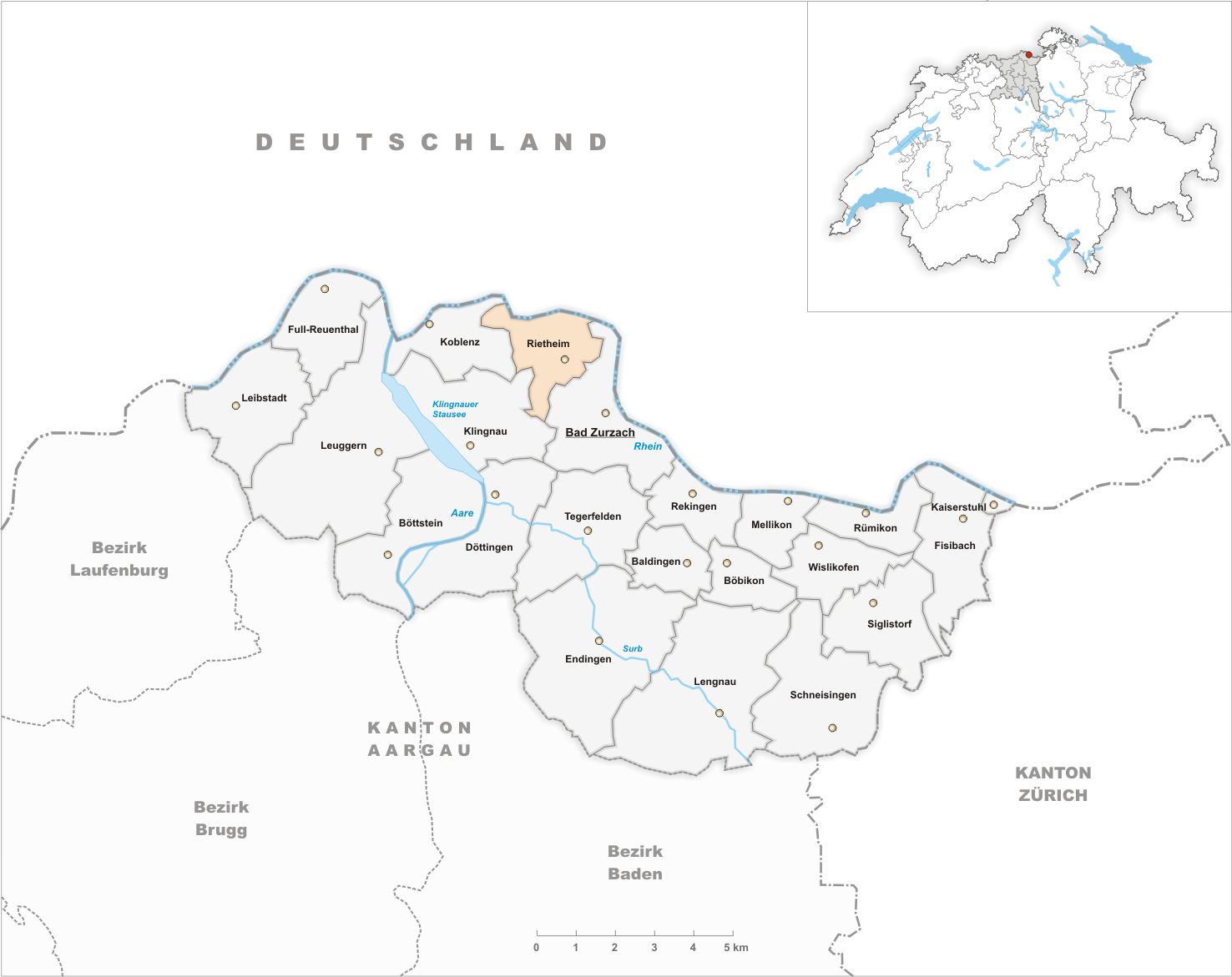
Gemeindestand vor der Fusion am 1. Januar 2022

Rietheim (schweizerdeutsch: ˈriətə) ist ein Ort in der Einwohnergemeinde Zurzach im Schweizer Kanton Aargau. Sie gehört zum Bezirk Zurzach und liegt am Hochrhein an der Grenze zu Deutschland.
Am 1. Januar 2022 fusionierte Rietheim mit den Gemeinden Bad Zurzach, Baldingen, Böbikon, Kaiserstuhl, Rekingen, Rümikon und Wislikofen zur neuen Gemeinde Zurzach.

## Geographie

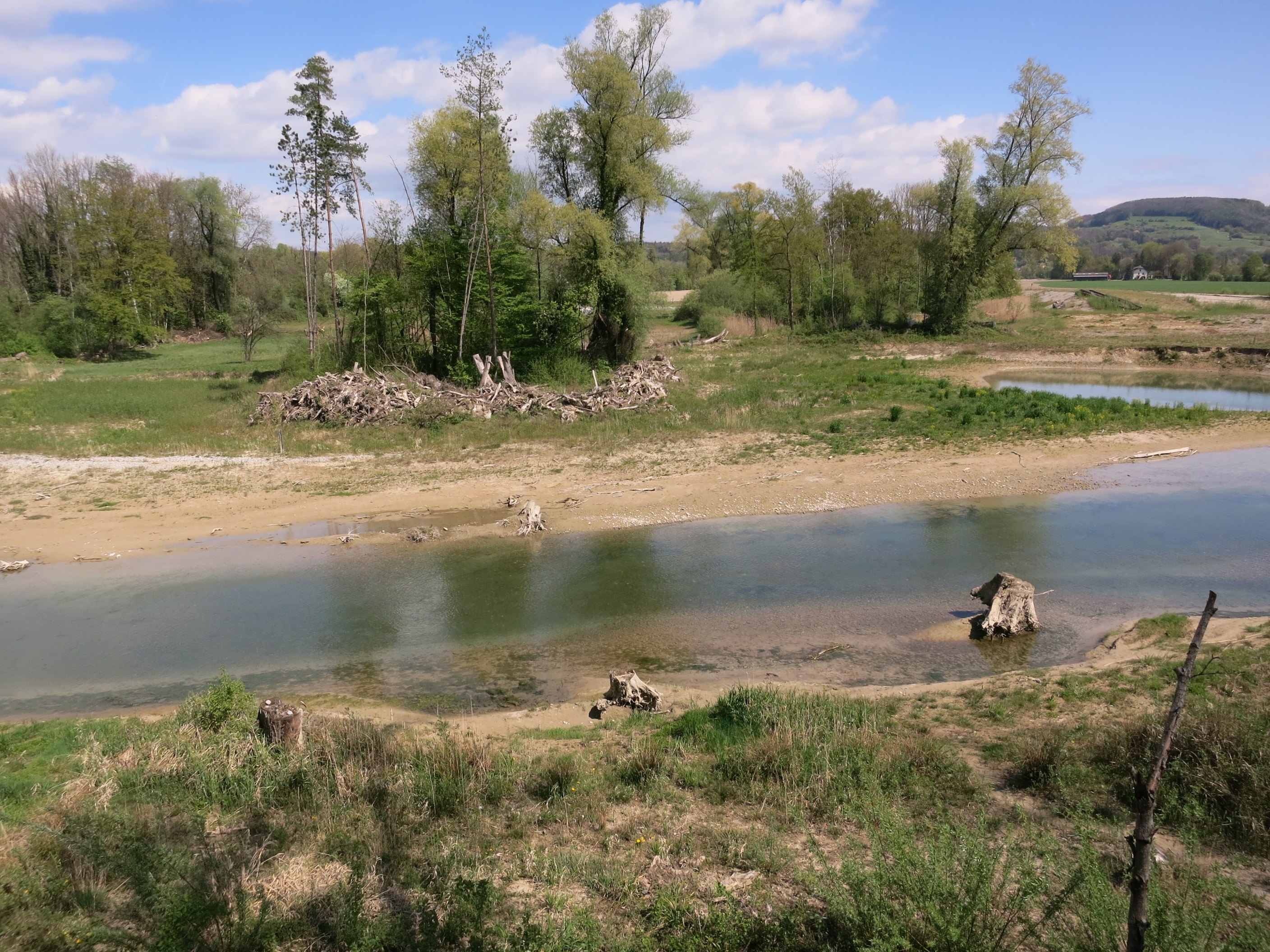
Auenlandschaft am Rhein

Das Dorf liegt rund einen Kilometer südlich des Rheins am Fusse der steil aufragenden Nordflanke des Achebergs, der zum Tafeljura gehört. In südlicher Richtung erstreckt sich ein tief eingeschnittenes Tal, das fast bis auf das Hochplateau des Achebergs reicht. Ganz im Nordwesten reicht die steile Flanke des Laubbergs (ein Ausläufer des Achebergs) bis fast an den Fluss heran. Der Rhein macht einen weiten Bogen um das Dorf herum. Dazwischen liegt das flache Rietheimerfeld, das an mehreren Stellen zahlreiche Absenkungen aufweist, die durch den Salzabbau in der ersten Hälfte des 20. Jahrhunderts entstanden sind. Im Norden liegt die Insel Grien. Der Rhein besass hier einst einen zweiten Flussarm, der zu einem Altwasserlauf verlandete. Die Flussaue wurde 2014/15 im Rahmen der kantonalen Renaturierungsbemühungen wiederhergestellt. Heute ist die Rheinaue Rietheim mit dem renaturierten Seitenarm Chly Rhy das grösste Aargauer Auengebiet am Rhein. Die Bebauung ist mit jener von Bad Zurzach bandartig zusammengewachsen.
Die Fläche des ehemaligen Gemeindegebiets beträgt 294 Hektaren, davon sind 151 Hektaren bewaldet und 34 Hektaren überbaut. Der höchste Punkt liegt auf 511 Metern auf dem Acheberg-Plateau, der tiefste auf 316 Metern am Rhein. Nachbargemeinden waren das deutsche Küssaberg im Norden, Bad Zurzach im Osten und Süden, Klingnau im Südwesten sowie Koblenz im Westen.

## Geschichte
Die erste urkundliche Erwähnung von Rietheim erfolgte am 26. Dezember 1239. Graf Heinrich von Küssaberg und Lütold der Ältere von Regensberg besiegelten damals einen Vertrag, als Zeuge trat ein Cuonradus de Rietheim auf. Er gehörte zum Ministerialengeschlecht der Freien von Rietheim, die im Dorf einen kleinen Turm besassen. Die letzten Spuren dieses Turms verschwanden im 19. Jahrhundert. Der Ortsname stammt vom althochdeutschen Hriotheim und bedeutet «Ried-Wohnort», bezeichnet also eine Wohnstätte in sumpfiger Umgebung. 1265 verkaufte das Kloster Reichenau seinen Besitz in der Region Zurzach, wozu auch Rietheim gehörte, an das Bistum Konstanz. Die Bischöfe übten die niedere Gerichtsbarkeit aus. Die Blutgerichtsbarkeit lag in den Händen der Grafen von Habsburg-Laufenburg, ab der ersten Hälfte des 14. Jahrhunderts war sie im Besitz der Hauptlinie der Habsburger.
Die Eidgenossen eroberten 1415 den Aargau und beendeten die Herrschaft der Habsburger. Rietheim gehörte nun zum Amt Zurzach der Grafschaft Baden, einer Gemeinen Herrschaft. 1529 traten die Einwohner der Kirchgemeinde Zurzach (die auch Rietheim umfasste) zur Reformation über. Nach dem Zweiten Kappelerkrieg von 1531 mussten die Reformierten in der Grafschaft Baden grosse Benachteiligungen hinnehmen. In Rietheim blieb trotzdem eine Mehrheit bei der evangelischen Konfession. Der Sieg der reformierten Stände im Zweiten Villmergerkrieg von 1712 brachte dann die Gleichberechtigung der Konfessionen in den Gemeinen Herrschaften.
Im März 1798 nahmen die Franzosen die Schweiz ein und riefen die Helvetische Republik aus. Rietheim war zunächst eine Gemeinde im kurzlebigen Kanton Baden, seit 1803 gehört sie zum Kanton Aargau. Während der zweiten Hälfte des 19. Jahrhunderts mussten viele verarmte Bewohner ihr Heimatdorf verlassen und auswandern, die Bevölkerungszahl sank um über einen Drittel. Am 1. August 1876 eröffnete die Schweizerische Nordostbahn die Bahnstrecke Winterthur–Koblenz.
Ab 1912 baute die Schweizerische Sodafabrik (heute Solvay Schweiz) im Rietheimerfeld Steinsalz ab. Durch die Auslaugung des Salzfelsens, der eine Überdeckung von bis zu 320 Metern besitzt und bis unter das Dorfzentrum reicht, entstanden massive Bergschäden. Zahlreiche Häuser wurden beschädigt oder mussten sogar abgebrochen werden. Der Boden im Rietheimerfeld senkte sich um bis zu vier Meter, und der dadurch entstandene höhere Grundwasserspiegel verursachte zahlreiche Überschwemmungen, weshalb mittels im Feld installierter Pumpen der Grundwasserspiegel auch heute noch gezielt gesenkt werden muss. Das so geförderte Wasser wird seit 2006 zum Heizen des Schul- und Gemeindehauses genutzt. Seit den frühen 1960er Jahren ist die Salzgewinnung eingestellt, die Senkungen sind stellenweise nur noch minimal.
Seit 2014 ist Rietheim im Projekt «Rheintal+» involviert, das die Fusion von neun Gemeinden zur Gemeinde Zurzach vorsieht. Nachdem die Gemeindeversammlung am 23. Mai 2019 mit 97 zu 55 Stimmen der Fusion zugestimmt hatte (entgegen der Empfehlung des Gemeinderates), wurde der Entscheid am 8. September 2019 in einer Volksabstimmung mit 136 zu 99 Stimmen bestätigt. Damit erfolgte die Fusion am 1. Januar 2022 (jedoch ohne Mellikon, das knapp abgelehnt hatte).

## Wappen
Die Blasonierung des Gemeindewappens lautet: «In Blau gestürzte blaue Pflugschar.» Das Wappen war erstmals 1872 auf dem Gemeindesiegel abgebildet. Seine genaue Bedeutung ist nicht bekannt.

## Sehenswürdigkeiten

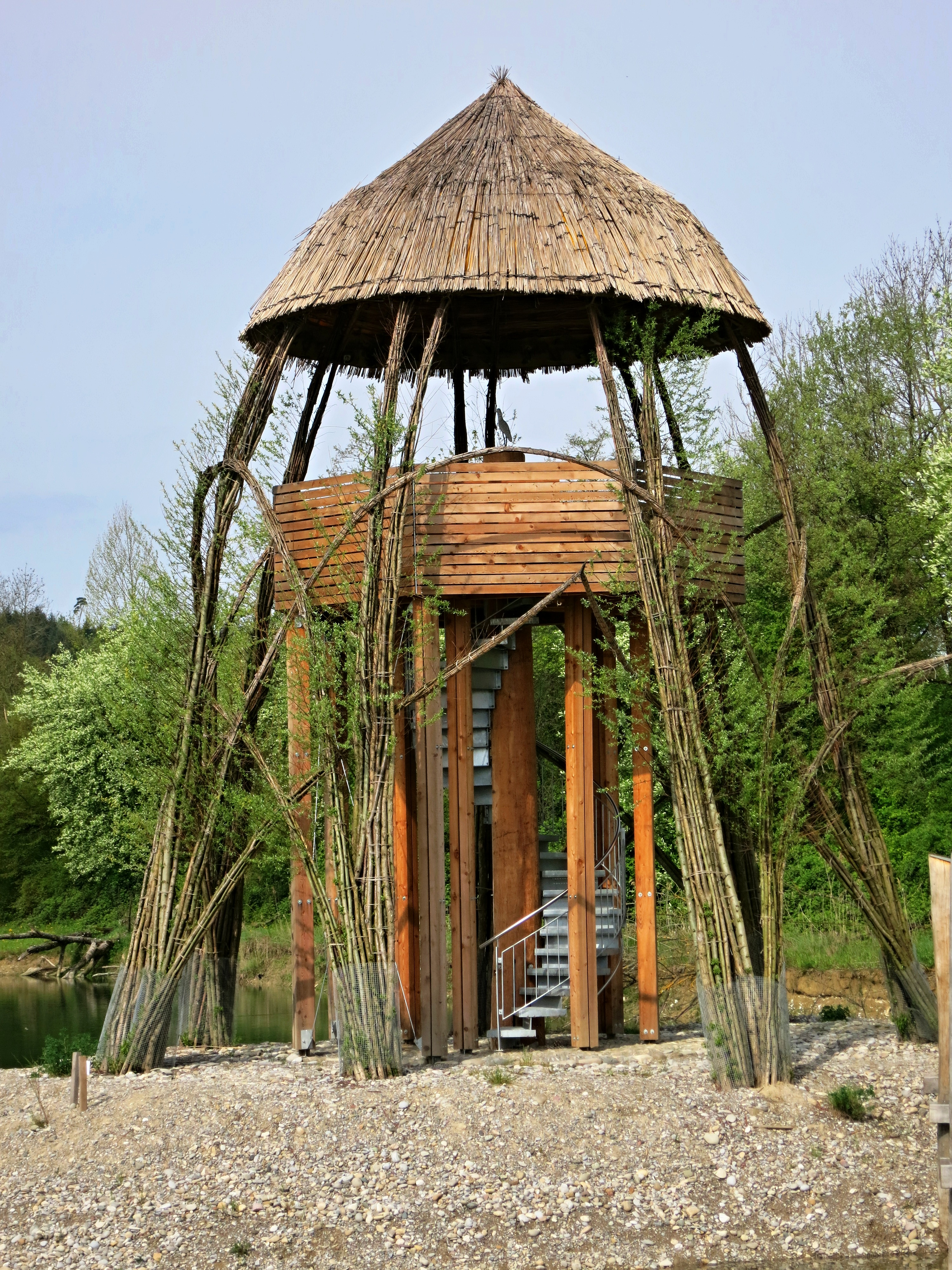
Der Beobachtungsturm «Chly Rhy Auen»

- Auenrenaturierung «Chly Rhy» mit Beobachtungsturm Chly Rhy Auen

## Bevölkerung
Die Einwohnerzahlen entwickelten sich wie folgt:
| Jahr      | 1850 | 1900 | 1930 | 1950 | 1960 | 1970 | 1980 | 1990 | 2000 | 2010 | 2020 |
| Einwohner | 439  | 288  | 325  | 356  | 312  | 347  | 429  | 425  | 565  | 728  | 726  |

Am 31. Dezember 2021 lebten 735 Menschen in Rietheim, der Ausländeranteil betrug 34,7 %. Bei der Volkszählung 2015 bezeichneten sich 37,6 % als römisch-katholisch und 22,6 % als reformiert; 39,8 % waren konfessionslos oder gehörten anderen Glaubensrichtungen an. 86,5 % gaben bei der Volkszählung 2000 Deutsch als ihre Hauptsprache an, 2,8 % Serbokroatisch, 2,5 % Italienisch, 2,1 % Albanisch und 1,5 % Türkisch.

## Politik und Recht
Die Versammlung der Stimmberechtigten, die Gemeindeversammlung, übt die Legislativgewalt aus. Ausführende Behörde ist der fünfköpfige Gemeinderat. Er wird im Majorzverfahren vom Volk gewählt, seine Amtsdauer beträgt vier Jahre. Der Gemeinderat führt und repräsentiert die Gemeinde. Dazu vollzieht er die Beschlüsse der Gemeindeversammlung und die Aufgaben, die ihm vom Kanton zugeteilt wurden. Für Rechtsstreitigkeiten ist in erster Instanz das Bezirksgericht Zurzach zuständig. Rietheim gehört zum Friedensrichterkreis XVII (Zurzach).

## Wirtschaft
In Rietheim gibt es gemäss der im Jahr 2015 erhobenen Statistik der Unternehmensstruktur (STATENT) rund 180 Arbeitsplätze, davon 7 % in der Landwirtschaft, 10 % in der Industrie und 83 % im Dienstleistungssektor. Die meisten Erwerbstätigen sind Wegpendler und arbeiten in Bad Zurzach und weiteren Gemeinden in der Region.

## Verkehr
Mitten durch das Dorf verläuft die Hauptstrasse 7 zwischen Basel und Winterthur. Für den Anschluss an das Netz des öffentlichen Verkehrs sorgt eine Bahnstation an der Bahnstrecke Winterthur–Koblenz der SBB (nach Waldshut und Winterthur im Stundentakt sowie nach Bad Zurzach und Baden im Halbstundentakt). Eine Ortsbuslinie verbindet das Dorf viermal täglich mit Bad Zurzach. An Wochenenden verkehrt ein Nachtbus von Baden über das Surbtal und Klingnau nach Bad Zurzach.

## Bildung
In Rietheim gibt es einen Kindergarten und ein Schulhaus, in dem die Primarschule unterrichtet wird. Sämtliche Oberstufen (Realschule, Sekundarschule und Bezirksschule) der obligatorischen Volksschule können in Bad Zurzach besucht werden. Die nächstgelegenen Gymnasien sind die Kantonsschule Baden und die Kantonsschule Wettingen.